# Franz Werfel

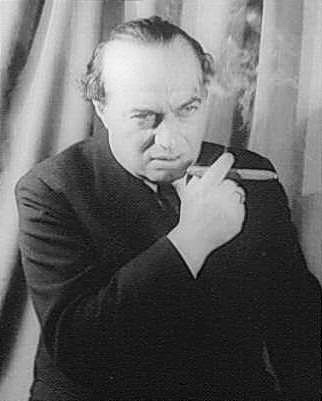
Franz Werfel in 1940

Franz Werfel (Praag, 10 september 1890 - Beverly Hills, 26 augustus 1945) was een Oostenrijks schrijver en dichter. Vooral bekend is zijn roman De veertig dagen van de Musa Dagh (1933, oorspr. Die vierzig Tage des Musa Dagh), waarin de massamoord van 1915 op de Armenen door de Turken wordt verhaald.

## Leven
Werfel werd in 1890 als zoon van de welvarende joodse handschoenfabrikant Rudolf Werfel en zijn vrouw Albine Kussi geboren in het Tsjechische Praag.
Hij studeerde in Praag, Leipzig en Hamburg.  Uit de tijd in Praag stamt zijn vriendschap met Max Brod en Franz Kafka, die beiden behoorden tot de Praagse Kring. Na zijn militaire dienst werkte hij van 1911 tot 1914 als lector bij de uitgeverij Kurt Wolff in Leipzig.  Hier startte hij, met Walter Hasenclever en Kurt Pinthus, de expressionistische reeks Der jüngste Tag (1913–1921). Hij nam deel aan de Eerste Wereldoorlog (1915–1917) en vestigde zich daarna als schrijver in Wenen, waar hij in 1929 trouwde met Alma Mahler, weduwe van Gustav Mahler en ex-echtgenote van Walter Gropius. 
Toen Oostenrijk zich bij Duitsland voegde in het jaar 1938, vluchtte Werfel via Frankrijk, Spanje en Portugal, naar de Verenigde Staten. Daar stierf hij op 26 augustus 1945 te Beverly Hills in Californië.
De neerslag van zijn vlucht voor het Duitse regime is te vinden in zijn bekendste toneelstuk Jacobowsky und der Oberst (1941).  Tijdens die vlucht kwam hij terecht in Lourdes en deed er de gelofte een boek over Bernadette Soubirous te schrijven als zijn leven gespaard zou blijven. Het resultaat was de roman Das Lied von Bernadette (1941).

## Oeuvre

### Gedichten
- Der Weltfreund (1911)
- Wir sind (1913)
- Einander (1915)
- Gesänge aus den drei Reichen (1917)
- Der Gerichtstag (1919)
- Beschwörungen (1923)
- Schlaf und Erwachen (1935)
- Zwischen Gestern und Morgen (1942)

### Toneel
- Das Opfer (1913)
- Die Versuchung (1913)
- Die Troerinnen (1919; bew. van Euripides)
- Die Mittagsgöttin (1919)
- Spiegelmensch (1920)
- Der Besuch aus dem Elysium (1920)
- Bockgesang (1921) (Nederlands: Bokkenzang, première 1957, vert. Michel van der Plas)
- Schweiger (1922)
- Juarez und Maximilian (1924)
- Paulus unter den Juden (1926) (Nederlands: Paulus onder de Joden, première 1946)
- Das Reich Gottes in Böhmen (1930)
- Der Weg der Verheißung (1935)
- In einer Nacht (1936)
- Jacobowsky und der Oberst (1944)

### Romans
- Verdi. Roman der Oper (1924) (Nederlands: Verdi. Roman van de opera, 1950, vert. Alfred Kossmann)
- Der Abituriententag. Die Geschichte einer Jugendschuld (1928) (Nederlands: De reünie. Het verhaal van een jeugdzonde, 1929 vert. P. van Schilfgaarde en 1980, vert. Marc Rummens)
- Barbara oder Die Frömmigkeit (1929) (Nederlands: Barbara of de vroomheid, 1930, vert. P. van Schilfgaarde)
- Die Geschwister von Neapel (1931)
- Die vierzig Tage des Musa Dagh (1933) (Nederlands: De veertig dagen van de Musa Dagh, 1981, vert. R.H.G. Nahuys)
- Die Kämpfe der Schwachen (1933)
- Höret die Stimme (1937) (Nederlands: Hoort naar mijne stem, 1940, vert.  H.J. Smeding), in 1956 verschenen onder de titel Jeremias. Höret die Stimme)
- Der veruntreute Himmel (1939) (Nederlands: De verduisterde hemel, 1949, vert. Alice van Nahuys)
- Das Lied von Bernadette (1941) (Nederlands: Het lied van Bernadette, 1947, vert. Elisabeth Bredemeyer)
- Stern der Ungeborenen (1946)
- Cella oder Die Überwinder (1952, postuum fragment) (Nederlands: Cella, 1955, vert. Vic Stalling)

### Novellen en verhalen
- Spielhof (1920)
- Nicht der Mörder, der Ermordete ist schuldig (1920)
- Der Tod des Kleinbürgers (1927)
- Geheimnis eines Menschen (1927)
- Das Trauerhaus (1927) (Nederlands: Het sterfhuis, 1960, vert Gerrit Kouwenaar)
- Kleine Verhältnisse (1931)
- Eine blassblaue Frauenschrift (1941) (Nederlands: Het bleekblauwe handschrift van een vrouw, 1989, vert. Marc Rummens)

### Essays en redevoeringen
- Realismus und Innerlichkeit (1931)
- Von der reinsten Glückseligkeit des Menschen (1938)
- Zwischen oben und unten (1946)

## Trivia
Franz Werfel wordt vereerd met een plaquette op het Nationaal Monument ter herinnering aan de Armeense Genocide.
- Bibsys: 90058305
- Biblioteca Nacional de Chile: 000086255
- Biblioteca Nacional de España: XX914802
- Bibliothèque nationale de France: cb11929075b (data)
- Catàleg d'autoritats de noms i títols de Catalunya: 981058523512306706
- CiNii: DA02614739
- Gemeinsame Normdatei: 118631373
- International Standard Name Identifier: 0000 0000 8076 8896
- Library of Congress Control Number: n50002492
- Nationale Bibliotheek van Letland: 000019594
- MusicBrainz: a9e7bff1-706f-44a9-9d6e-68e75f37f2ee
- Bibliotheek van het Japanse parlement: 00477051
- Nationale Bibliotheek van Tsjechië: jk01151599
- Nationale bibliotheek van Australië: 35600290
- Nationale Bibliotheek van Israël: 987007269733005171
- Nationale Bibliotheek van Polen: a0000001186013
- Nationale en Universitaire bibliotheek Zagreb: 000033401
- Nederlandse Thesaurus van Auteursnamen: 18108130X
- Réseau des bibliothèques de Suisse occidentale: 02-A003968218
- Istituto Centrale per il Catalogo Unico: CFIV006774
- LIBRIS: 208520
- SNAC: w6h70fzt
- Système universitaire de documentation: 027698297
- Trove: 1010201
- Virtual International Authority File: 34464361
- WorldCat: E39PBJyRvwgc7CJFB6QFGyHwG3